# 唇齿浊爆发音
唇齿浊爆发音(voiced labiodental plosive)是辅音的一种，类似于双唇浊爆发音/b/，但发音时下唇与上排牙齿相接触。它在国际音标中的符号是⟨b̪⟩。目前未知有将该音作为音素的语言，不过该音可作为同位异音出现在一些语言中，例如在南岛语系的Sika语中，浊唇齿塞音是唇齿闪音⟨ⱱ⟩的同位异音。
db的连字⟨ȸ⟩偶尔也能见到，尤其是在班图语中常见，但未被IPA认可。

## 特徵
浊唇齿塞音的特点有：
- 調音方法是閉塞，也就是說通過阻礙空氣在聲道流動來調音。由於此輔音也是一個口腔輔音，故氣流被完全地阻塞住，而形成一個塞音。
- 調音部位是唇齒，即是將下唇接觸上排牙齒以調音。

- 發聲類型是濁音，意味着發音時聲帶顫動。

- 本輔音是口腔輔音（口音），表示調音時空氣只從口裡流出。
- 本輔音為中央輔音，調音時氣流在口腔的中央流過舌面，而不從兩側流過。
- 氣流機制是肺部氣流，即由肺與橫膈膜驱动空气。

## 见于
| 语言   | 语言     | 单词 | IPA       | 意义    | 注释                                                                                  |
| ------ | -------- | ---- | --------- | ------- | ------------------------------------------------------------------------------------- |
| 丹麦语 | 标准方言 | véd  | [b̪̆e̝ːˀð̠˕ˠ] | 知道    | 相当短；也被描述为[ʋ]的近似。一种罕见的变体是擦音[v]。 参见丹麦语音系                 |
| Ibanag | Ibanag   | bavi | [bab̪ᵛiː]  | 猪/猪肉 | 轻微带擦音；是/v/在一些老年使用者口语中的条件变体, 特别是没有前牙的。 可能是闪音/ⱱ/。 |
| Sika   | Sika     |      |           |         | 在精确记音中是/ⱱ/的条件变体。                                                         |